# Bob Black
Bob Black (Detroit, 4 de gener de 1951) és un advocat i anarquista nord-americà contemporani conegut principalment per les seves idees crítiques de la societat basada en el treball. Se l'associa al corrent de l'anarquia postesquerrana. Va estudiar a la Universitat de Michigan i a l'escola de dret de Georgetown. A Michigan va aprofitar la «Col·lecció Labadie», un dels arxius més grans sobre l'evolució de l'anarquisme. Després es va especialitzar en jurisprudència, política social a la Universitat de Califòrnia i en justícia criminal a la Universitat de l'Estat de Nova York.
Fa part d'una ona de crítica de la civilització i del concepte del progrés per intel·lectuals estatunidencs on s'hi troben també Fredy Perlman i John Moore. Segons la seva anàlisi el treball assalariat és la font de gairebé tota la misèria al món i invoca el «dret a la mandra». Hi veu una pèrdua de la llibertat, que augmenta amb cada tecnologia nova que augmenta el control i redueix l'autonomia. Se l'ha criticat perquè redueix treball al sentit de «treball forçat, assalariat»: la paraula anglesa work és ambigua com que pot significar alhora treball forçat o feina així com obra creativa o artesana. Va replicar que és clar que la seva critica concerneix el treball forçat, que és la situació de la gran majoria dels humans.

## L'abolició del treball
The Abolition of Work and Other Essays (L'abolició del treball i altres assajos) és el llibre més conegut de Black, el qual es basa en les idees de pensadors revolucionaris com Charles Fourier, William Morris, Paul Goodman, Marshall Sahlins i Paul Lafargue. Publicat el 1985 va ser reeditat i traduït en moltes llengües. La versió catalana va parèixer el 2018. Argumenta en contra de la subordinació de la vida de les persones per l'esquema del treball on se les obliga a una vida dedicada a la producció i el consum de mercaderies: «un autèntic treballador és un esclau a temps parcial». Considera el treball com una massacre que cada any causa milions de morts: per accidents de treball, malalties professionals, estrès, destrucció del medi ambient… i malgrat això aquesta catàstrofe no sembla desassossegar gaire polítics i dirigents.

### Crítica al marxisme i al socialisme d'Estat
Encara que desenvolupa una crítica profunda al capitalisme i als punts de vista neoliberals, també critica els esquemes marxistes del socialisme d'Estat a causa que aquests mantenen una lògica productivista que es diferencia del capitalisme en que, enlloc de treballar per a un patró/burgès, en el socialisme d'Estat hom rep ordres d'un administrador assignat per l'estat socialista. D'altra banda, també critica la glorificació del treball i del treballador en el marxisme per mantenir-se en la línia teòrica del neoliberalisme en afirmar que les coses només adquireixen valor per mitjà del treball.

### La societat del treball i la llibertat
Black defineix el seu concepte de treball com l'activitat productiva compulsiva engegada per mitjans econòmics o polítics. Black mostra nombroses dades per demostrar que gran part de la misèria al món està lligada al treball. Per aquest motiu denuncia el treball per la seva compulsió i per subordinar les persones a un altre que els diu què han de fer, de manera que les persones perden la seva subjectivitat i, per tant, la seva llibertat. Això es fa a través de múltiples formes degradants de disciplina cada vegada més sofisticades. D'altra banda la crueltat del sistema es mostraria en els altíssims accidents de treball que van des de lesions fins a defuncions laborals.
A causa d'això, troba que els que defensen el treball i la llibertat serien hipòcrites. A causa de la regularitat i la monotonia del treball, les persones s'acostumen a la rigidesa i a la regularitat, i no tenen temps per al contacte interpersonal o per a activitats amb les quals pot desenvolupar la seva personalitat. Black recorda que és evident que la majoria de les treballadores no estan satisfetes amb la condició del treball, però la ideologia de la societat actual tendeix a glorificar el treball per autoreproduir-se.

### El joc com l'oposat al treball
La forma en la qual les persones poden reclamar la seva llibertat és per mitjà de recuperar el temps que ara empren en els seus treballs i redirigir-lo cap a activitats on entraria el que Black considera com l'oposat del treball: el "joc" i el lúdic. El joc no és necessàriament governat per regles i és fet voluntàriament i en llibertat. Vol revalorar la creació artesana i el plaer de fer coses concretes. Black identifica el joc com a idèntic amb l'activitat no instrumental i amb l'economia del regal. Afirma que les societats caçadores-recolectores es caracteritzen pel joc, cosa afirmada per Marshall Sahlins. El culte i el nivell de dedicació actual al treball seria alguna cosa que inclús sorprendria les societats de l'Antiguitat i de l'Edat Mitjana.

### El replantejament de l'activitat humana
Black critica el punt de vista que el treball és necessari per fer activitats importants però molestes, afirmant que gran part dels treballs més necessaris poden ser fets amb un sentit més lúdic i adaptats a l'artesania o a una altra activitat més plaent. D'altra banda, manifesta que gran part dels treballs no mereixen en realitat ser rescatats perquè són bàsicament imposicions del capitalisme consumista que no contribueixen a la felicitat personal. Això a causa que gran part de les activitats productives només serveixen als propòsits del comerç i fan servir un control social exclusivament per mantenir el sistema del treball.

## Obra
- Corredor Pérez, Diego (trad.); Francesch Sabaté, Pau (trad.). L'abolició del treball .  Barcelona: Descontrol, 2018. ISBN 978-84-17190-26-2.
- Black, Bob; Lawrence, Ed (intro). «The abolition of work and other essays» (en anglés).